# Михаил Месхи
Михаил Месхи (Тбилиси, 12. јануар 1937. — Тбилиси, 22. април 1991) био је грузијски фудбалер. Надимак „грузијски Гаринча” добио је због блиставе игре, с обзиром да је био креативна снага на левом боку Совјетског Савеза.

## Каријера
Током каријере играо је за Динамо Тбилиси (1954–1969) и Локомотиву Тбилиси (1970). Одиграо је 35 утакмица за фудбалску репрезентацију СССР-а, а учествовао је на Светском првенству 1962. године. Такође се појавио у совјетском тиму за први куп европских нација 1960. године, који су Совјети освојили.
Добио је позив за Тим Света који је Фудбалски Савез СССР-а одбио са разлогом да је повређен и да не може да игра - њему није ни речено о позиву.